# Liệu pháp muối

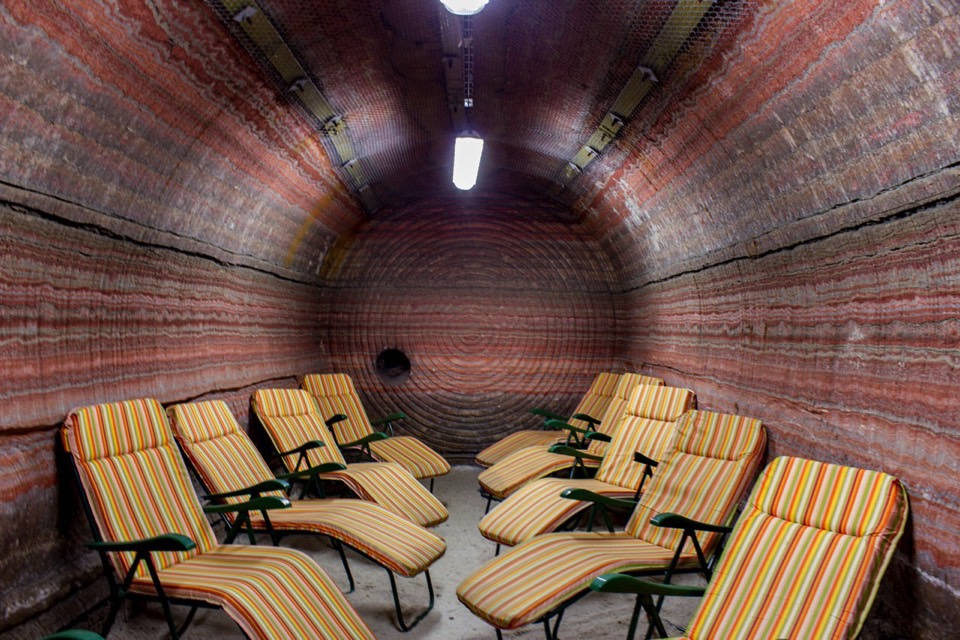
Mỏ muối đỏ độc đáo ở Belarus - Soligorsk.

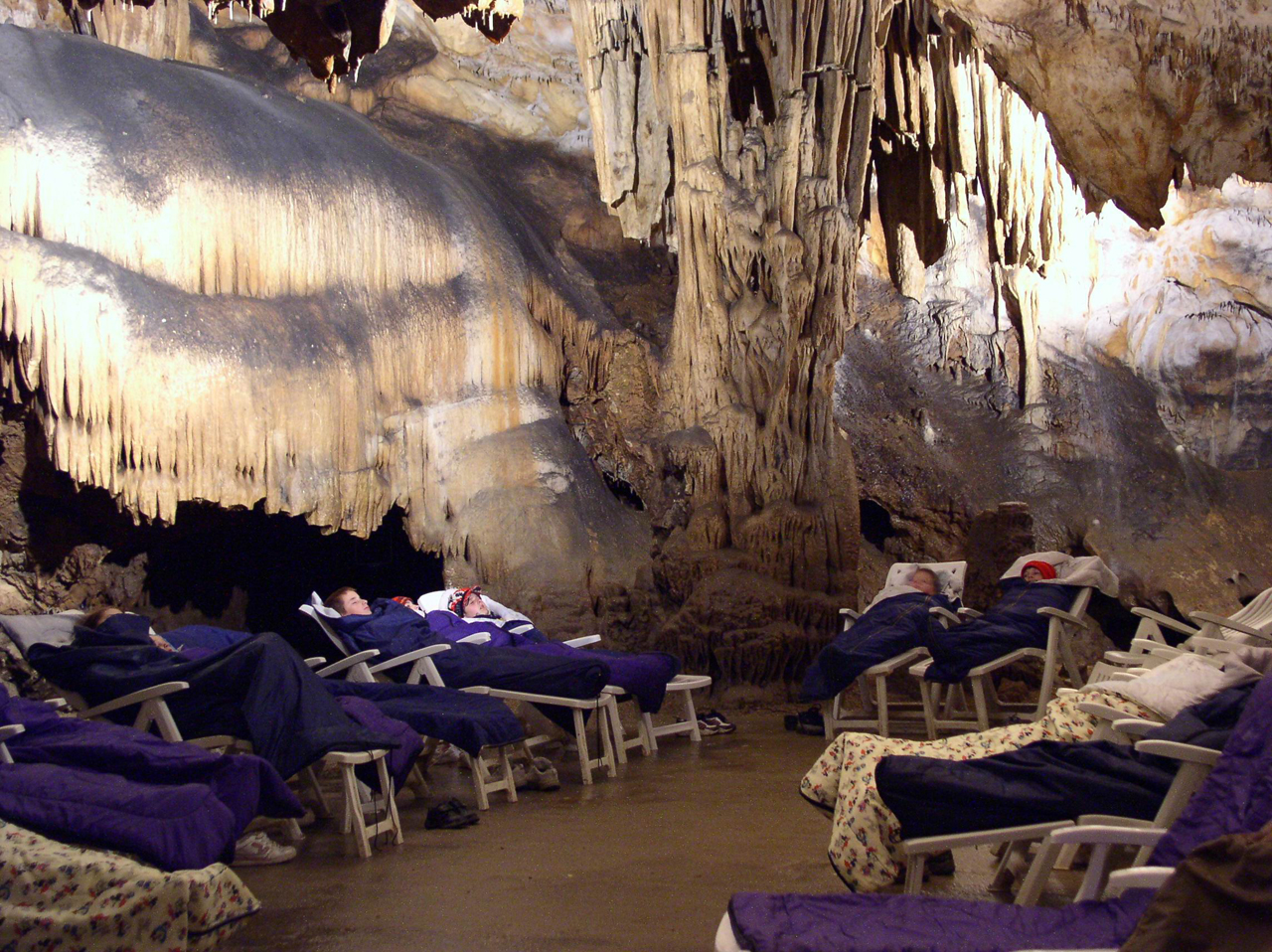
Spa trị liệu tại Slovakia

Halotherapy / liệu pháp muối có nguồn gốc từ tiếng Hy Lạp alas, có nghĩa là "muối", là một hình thức của thuốc thay thế mà sử dụng muối. Nhiều hình thức trị liệu bằng halip đã được biết đến và sử dụng trong nhiều thiên niên kỷ. Những đề cập đầu tiên về các khu nghỉ dưỡng spa là ở Ba Lan trong các hồ sơ có niên đại từ thế kỷ thứ mười hai. Chúng liên quan đến việc tắm trong nước khoáng.
Chủ sở hữu spa đôi khi quy các đặc tính giải độc và một loạt các lợi ích sức khỏe cho trị liệu bằng halotherapy. Tuy nhiên, các chuyên gia y tế đã kết luận rằng liệu pháp này là một phương pháp điều trị chưa được chứng minh và thiếu uy tín khoa học. Những hạn chế về phương pháp gọi vào các nghiên cứu câu hỏi cho thấy sự cải thiện các triệu chứng của bệnh phổi tắc nghẽn mạn tính sau khi trị liệu bằng halip. Tác dụng làm khô nổi tiếng của muối cũng có thể giúp làm sạch dịch tiết phế quản. Ngoài việc cứu trợ ngắn hạn liên quan đến môi trường khô ráo đối với những người cố gắng bài tiết đờm, Norman Edelman thuộc Hiệp hội Phổi Hoa Kỳ nghi ngờ cải thiện tình trạng sức khỏe của bệnh nhân có thể đơn giản là do hiệu ứng giả dược.
Hít phải dung dịch muối ưu trương có thể kích thích phế quản bị nghẹt, có thể được sử dụng trong chẩn đoán hoặc đánh giá các triệu chứng hen suyễn.
Một đánh giá gần đây về nghiên cứu hỗ trợ trị liệu bằng halotherapy đã xác định rằng, trong số 151 nghiên cứu được thực hiện về chủ đề này, chỉ có 1 là thử nghiệm đối chứng ngẫu nhiên được thiết kế tốt, đáp ứng các tiêu chí thu nhận của họ để phân tích tổng hợp . Các nhà nghiên cứu nhận thấy rằng phần lớn các nghiên cứu về chủ đề này có những sai sót nghiêm trọng về phương pháp cần được xem xét. Nếu không có các thử nghiệm kiểm soát mạnh mẽ, chúng ta không thể chắc chắn về tác dụng của liệu pháp muối, dù có các tuyên bố được đưa ra trên các phương tiện truyền thông.